# Aquilegia glandulosa
Aquilegia glandulosa là một loài thực vật có hoa trong họ Mao lương. Loài này được Fisch. ex Link. mô tả khoa học đầu tiên năm 1822.

## Hình ảnh

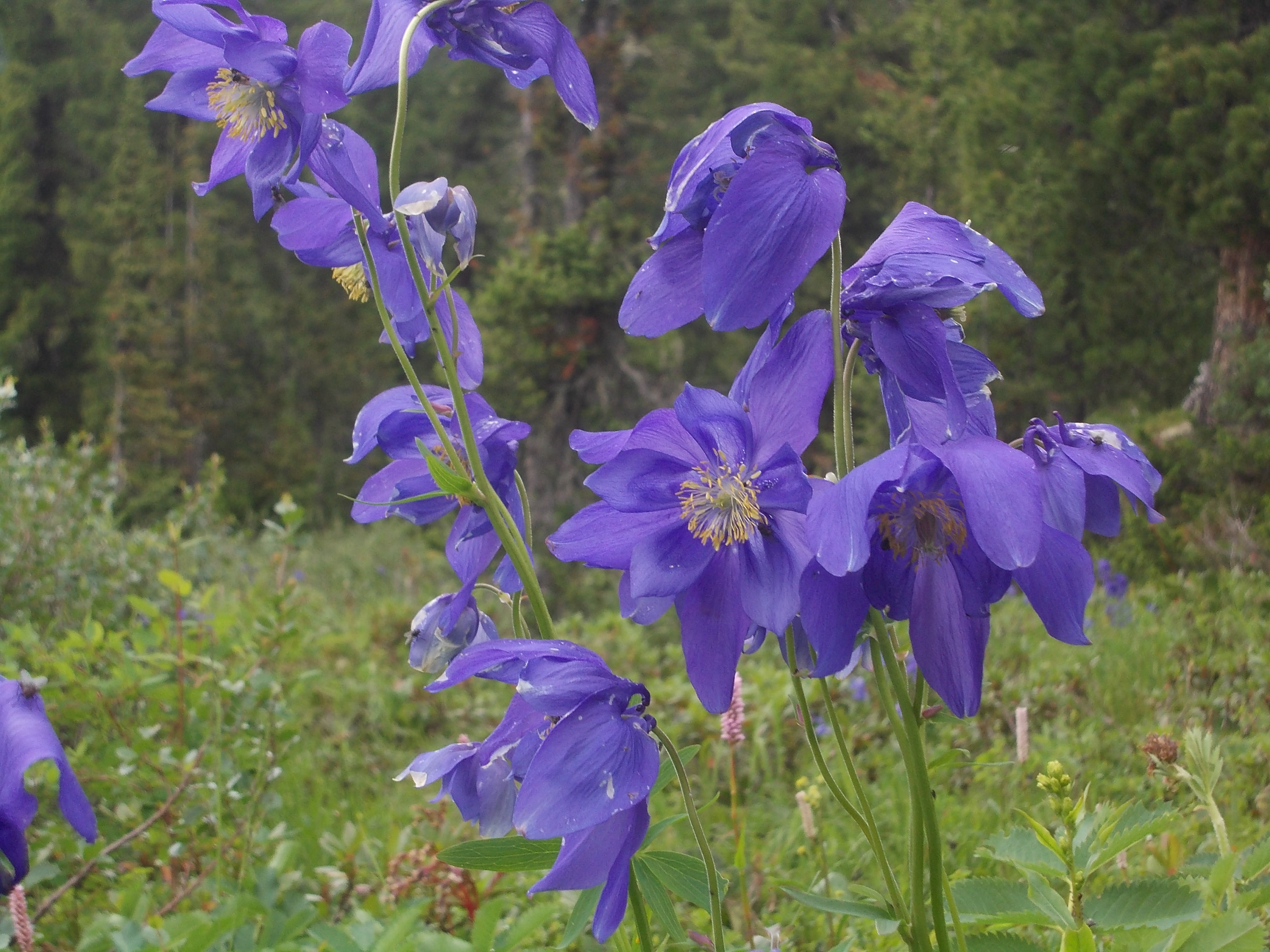
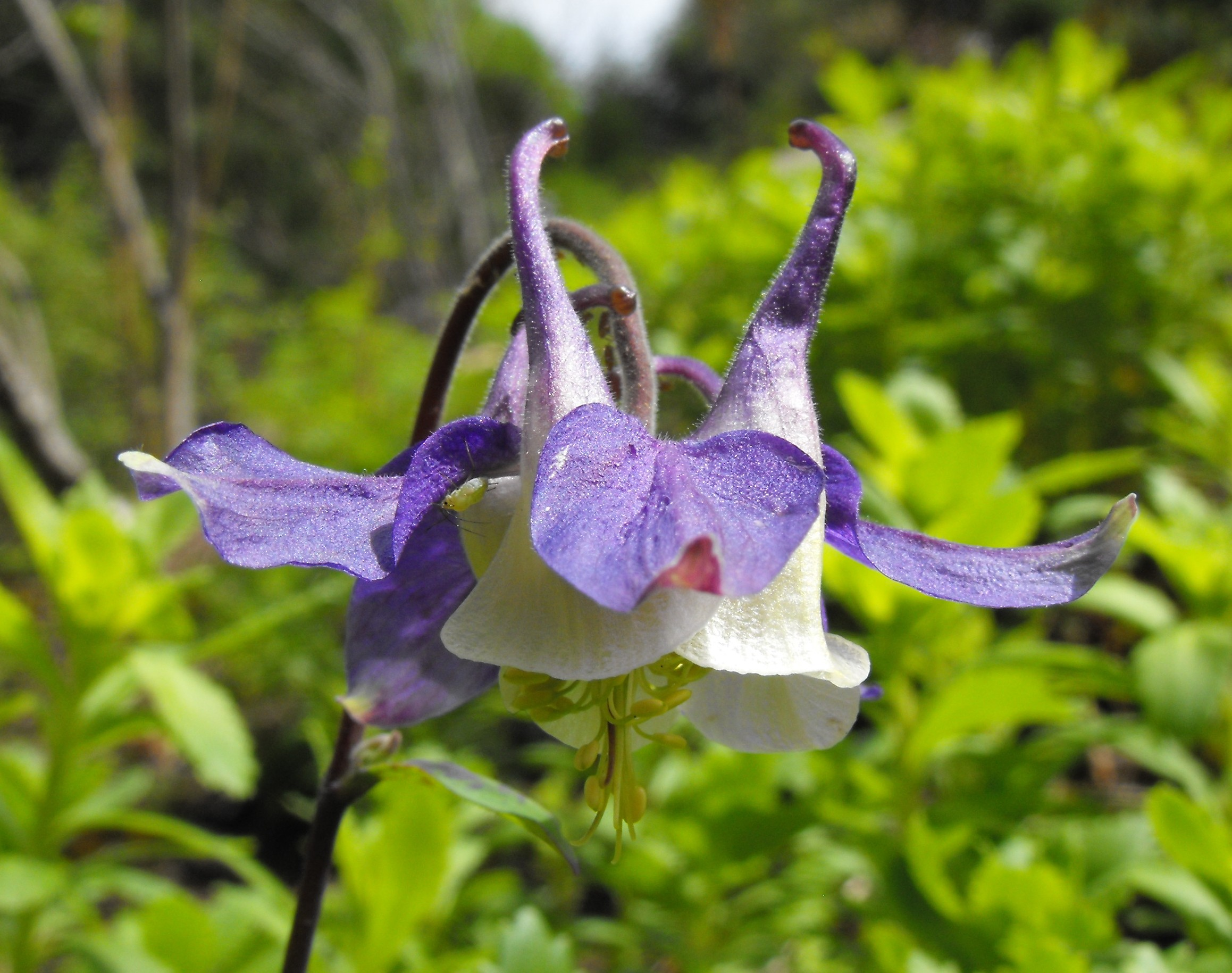